# Herwig van Staa

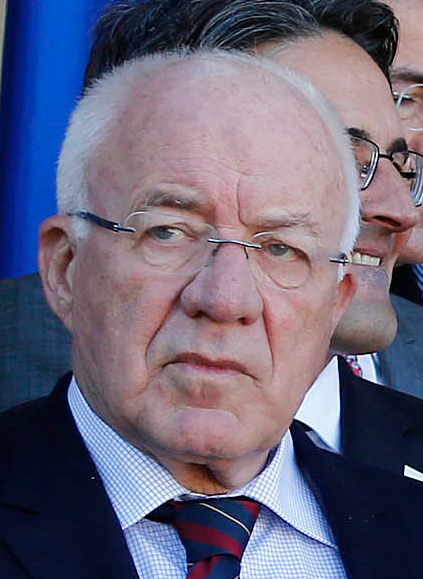
Herwig van Staa (2014)

Herwig van Staa (* 10. Juni 1942 in Linz, Oberösterreich) ist ein ehemaliger österreichischer Politiker (ÖVP beziehungsweise FI), der von 2002 bis 2008 als Landeshauptmann von Tirol amtierte.
Von 2008 bis 2018 war er Präsident des Tiroler Landtags. Davor war er in der Innsbrucker Stadtpolitik tätig gewesen. Er ist Gründer der Liste Für Innsbruck. Von 1994 bis 2002 war er Bürgermeister der Stadt Innsbruck.

## Ausbildung und Beruf
Nach der Volksschule in Leonfelden und der Matura in Wels 1960 studierte er an der Universität Innsbruck die Fächer Rechts-, Wirtschafts- und Sozialwissenschaften, Volkskunde und Soziologie (Dr. iur, Dr. phil. und Gleichstellung mit Mag. rer. soc. oec.). Ab 1971 war er Geschäftsführender Gesellschafter in einem Raum- und Sozialforschungsinstitut, ab 1974 Assistent und ab 1980 Leiter des Forschungsinstituts für Alpenländische Land- und Forstwirtschaft der Universität Innsbruck. 1989 wurde er Assistenzprofessor; mit der Übernahme des Bürgermeisteramtes erfolgte eine Karenzierung ohne Bezüge.
Herwig van Staa ist seit 1974 mit Luise, geborene Wallnöfer, Tochter des ehemaligen Landeshauptmannes Eduard Wallnöfer, verheiratet und hat zwei Kinder.
Als Schüler trat er der katholischen Schülerverbindung KÖStV Traungau zu Wels im MKV bei. In seiner Studienzeit wurde er 1960 Mitglied der katholischen Studentenverbindung KÖHV Leopoldina Innsbruck im ÖCV.  Mitte der 1990er Jahre wurde ihm der ÖCV-Ehrenring und 2019 das Band „„in vestigiis Wollek““ verliehen. Er ist Mitglied bei 31 katholischen und christlichen Studentenverbindungen in Österreich, Deutschland, der Schweiz und Italien, unter anderem bei der AV Austria Innsbruck und der KAV Capitolina Rom.

## Politische Tätigkeit
Von 1989 bis 2005 war van Staa Mitglied des Gemeinderates der Landeshauptstadt Innsbruck. Wegen wiederholter Kritik an der Stadtführung wurde er aus dem ÖVP-Gemeinderatsklub ausgeschlossen. Bei den Gemeinderatswahlen 1994 trat er – obwohl unverändert Mitglied der Tiroler Volkspartei – mit seiner eigenen Liste „Für Innsbruck“ an, die zweitstärkste Fraktion wurde. Ab 1994 übte er das Amt des Bürgermeisters der Landeshauptstadt aus und wurde 2000 wiedergewählt. Herwig van Staa konnte in seiner Zeit als Innsbrucker Bürgermeister die Stadtfinanzen sanieren und somit den Schuldenberg abbauen. Weiters legte er den Grundstein für den Neubau des Rathauses, des Bahnhofs, der Sprungschanze, des Fußballstadions und für die Sanierung der alten olympischen Sportanlagen.
Am 27. Oktober 2001 wurde Herwig van Staa zum Landesparteiobmann der Tiroler Volkspartei gewählt.
Am 26. Oktober 2002 wurde er vom Tiroler Landtag als Nachfolger von Wendelin Weingartner zum Landeshauptmann gewählt. Hilde Zach folgte ihm als Bürgermeisterin von Innsbruck nach. Van Staa wurde bei der Landtagswahl 2003 in seinem Amt bestätigt.
Van Staa selbst sieht sich nicht in der bündischen Tradition der Volkspartei. Seine politischen Prinzipien verortet er selbst als in der christlichen Soziallehre begründet.
Obwohl die ÖVP bei der Tiroler Landtagswahl am 8. Juni 2008 auf 40,45 Prozent zurückgefallen war (2003: 49,89 Prozent), sprach ihm seine Partei das Vertrauen aus und beauftragte ihn mit der Führung der Koalitionsverhandlungen. Van Staa hatte mehrfach vor der Wahl erklärt, er werde nur zurücktreten, wenn die ÖVP unter 40 Prozent falle. Nach Abschluss der Koalitionsverhandlungen und Unterschrift der Koalitionsvereinbarung mit der Tiroler SPÖ am 23. Juni 2008 erklärte er am selben Tag seinen Rücktritt als Landeshauptmann. Sein Nachfolger ist seit 1. Juli 2008 der ehemalige Innenminister Günther Platter, der als Kompromisskandidat der ÖVP-Bünde Bauernbund und ÖAAB galt. Van Staa selbst wurde am selben Tag zum Landtagspräsidenten gewählt.
Seit 2002 ist van Staa Mitglied des Ausschusses der Regionen der EU, seit 2004 Vizepräsident des Ausschusses der Regionen und Leiter der österreichischen AdR-Delegation.
Im Mai 2002 wurde van Staa für zwei Jahre zum Präsidenten des Kongresses der Gemeinden und Regionen des Europarates gewählt, zuvor war er bereits von 1996 bis 1998 Vizepräsident der Kammer der Gemeinden und von 1998 bis 2002 Präsident der Kammer der Gemeinden gewesen.
Am 5. November 2008 wurde Herwig van Staa von der 12. Generalversammlung der Konferenz der Europäischen Regionalen Gesetzgebenden Parlamente (CALRE) zum Präsidenten für die Funktionsperiode 2008/2009 gewählt.
Im Oktober 2010 wurde van Staa für zwei Jahre zum Präsidenten der Regionalkammer im Europarat gewählt. Von Oktober 2012 bis Oktober 2014 war er für eine weitere Amtsdauer von zwei Jahren Präsident des Kongresses der Gemeinden und Regionen im Europarat. Seit Oktober 2014 hat er bis 2016 die Funktion des Outgoing President inne.
Van Staa legte nach der Innsbrucker Gemeinderatswahl 2012 seine Ehren-Obmannschaft bei „Für Innsbruck“ zurück und stellte seine Mitgliedschaft ruhend, da Bürgermeisterin Christine Oppitz-Plörer eine „Ampelkoalition“ unter Ausschluss der Stadt-ÖVP gebildet hatte.
Nach der Landtagswahl am 28. April 2013 wurde Herwig van Staa in der konstituierenden Sitzung des Tiroler Landtags am 24. Mai 2013 mit 29 zu fünf Stimmen (zwei Enthaltungen) erneut zum Landtagspräsidenten gewählt. Bei der Landtagswahl in Tirol 2018 trat Herwig van Staa nicht mehr an, er kandidierte aber bei der Gemeinderatswahl in Innsbruck 2018 für den Tiroler Seniorenbund.
Am 28. März 2018 folgte ihm Sonja Ledl-Rossmann als Landtagspräsidentin nach.
Bei ihrer 35. Sitzung im November 2018 haben die Mitglieder des Kongresses der Gemeinden und Regionen des Europarates in Straßburg Herwig van Staa mit der Ehrenmitgliedschaft für seine besonderen Verdienste in diesem internationalen Gremium geehrt. Präsident Anders Knape überreichte Herwig van Staa die große Kongress-Medaille zum Erhalt der Ehrenmitgliedschaft im Plenum. Damit verbunden ist ein Rede- und Sitzrecht auf Lebzeiten in den Vollversammlungen des Kongresses. Ab 1994 hatte van Staa diesem Gremium angehört. In diesen 24 Jahren hatte er verschiedene Führungsfunktionen bekleidet: In zwei Perioden, nämlich von 2002 bis 2004 und von 2012 bis 2014, war er Präsident des Kongresses. Fast 20 Jahre führte Herwig van Staa auch die Fraktion der Europäischen Volkspartei (EVP) an, von der er zum Ehrenpräsidenten gewählt wurde. Seine Nachfolgerin als ordentliches Mitglied in diesem Gremium wurde Landtagspräsidentin Sonja Ledl-Rossmann.

## Kritik
Wegen seiner Unterstützung für Fluss- und Stausee-Kraftwerksneubauten des Tiroler Landesenergieversorgers TIWAG wurde van Staa von der Initiative tiroler initiative wir alle gemeinsam (t.i.w.a.g) kritisiert.
2004 schlug van Staa vor, straffällig gewordene Asylwerber und solche, die ihre Identität nicht bekanntgeben, in besonderen Quartieren unterzubringen, was für Kritik sorgte. Im Februar 2007 forderte van Staa erneut, rechtskräftig verurteilte Asylwerber, die nicht abgeschoben werden könnten und deren Untersuchungshaft nicht verlängert werden könnte beziehungsweise die ihre Identität nicht preisgeben wollen, zu „internieren“, also auf unbestimmte Zeit einzusperren. Dieser Vorschlag wurde von den Tiroler Grünen und der grünen Menschenrechtssprecherin Terezija Stoisits als jeder sachlichen und rechtsstaatlichen Grundlage entbehrend sowie von Landeshauptmannstellvertreter Hannes Gschwentner kritisiert. Unterstützt wurde van Staas Vorschlag von ÖVP-Generalsekretär Hannes Missethon.
Die von der Stadt Innsbruck veranstalteten Geburtstagsfeierlichkeiten für den früheren Gestapo-Beamten, ehemaligen stellvertretenden Innsbrucker Bürgermeister und Ehrenbürger der Stadt Innsbruck Ferdinand Obenfeldner (SPÖ) sorgten für Rücktrittsforderungen des Simon-Wiesenthal-Centers an verschiedene Politiker, darunter auch van Staa. Der Landeshauptmann wurde deswegen auch vom israelischen Historiker Efraim Zuroff kritisiert. Obenfeldner hatte 1938 im Rahmen des Novemberpogroms in Innsbruck eine Verhaftung durchgeführt. In einem Brief an das Simon-Wiesenthal-Zentrum erklärte van Staa, Obenfeldner habe sich in jahrzehntelanger Tätigkeit im Sozialbereich stark engagiert und nie etwas von seiner Biografie verleugnet. Zudem habe niemand die Behauptung aufgestellt, Obenfeldner habe sich in der NS-Zeit etwas zuschulden kommen lassen. Er, van Staa, habe sich immer vom Nationalsozialismus klar distanziert und verurteile sowie verabscheue die grausamen Verbrechen dieser Zeit.
Ebenfalls im März 2007 äußerte van Staa, ihm seien Gerüchte zu Ohren gekommen, wonach der Vater des damaligen grünen Bundessprechers Alexander Van der Bellen 1944 unter nicht geklärten Umständen mit seiner Familie von Estland nach Österreich gelangt sei, und meinte, dies könnte nur mit Duldung des Regimes oder unter dem Schutz hoch angesiedelter Nazis möglich gewesen sein. Die Dritte Nationalratspräsidentin Eva Glawischnig-Piesczek sprach daraufhin von einer Schmutzkübelkampagne. In einem Interview mit der Tiroler Tageszeitung dementierte van Staa, Van der Bellens Vater als „hochrangige[n] Nazi“ bezeichnet zu haben, und stellte fest, seine Äußerungen seien sicher überzogen gewesen. In einer Aussendung stellte van Staa noch einmal klar, dass er mit seinen Äußerungen Alexander Van der Bellen und dessen Familie niemals in die Nähe der Naziideologie rücken wollte. In der Folge schrieb van Staa einen persönlichen Brief an Van der Bellen und stellte ihm frei, das Schreiben jederzeit zu veröffentlichen. Van der Bellen wollte diesen Brief jedoch nicht kommentieren.
Ein halbes Jahr später wurde van Staa vom Sölder Publizisten und tiwag-Aktivisten Markus Wilhelm vorgeworfen, bei einer Festrede anlässlich eines Jubiläums des deutschen Alpenvereins den ehemaligen deutschen Außenminister Joschka Fischer als „Schwein“ bezeichnet zu haben. Ein Mitschnitt von van Staas Äußerungen wurde von Wilhelm, der selber nicht an dieser Veranstaltung teilgenommen hatte, auf der tiwag-Website veröffentlicht. Vertreter der Tiroler ÖVP sprachen von einem „manipulierten Band“, welches verlangsamt und gedehnt worden sei, um die Bedeutung zu verfälschen. Sie zeigten Wilhelm wegen Fälschung von Beweismitteln an. Van Staa habe nicht „Schwein“, sondern „Schweigen“ gesagt. Ein von einem gerichtlich beeideten Sachverständigen für das Büro für Interne Angelegenheiten des Innenministeriums erstelltes Gutachten kam laut Nachrichtenmagazin profil zur Auffassung, dass van Staa „Schwein“ gesagt habe und das Wort nicht aus „Schweigen“ herausgeschnitten worden sei. Weitere Gutachter bestätigten in der Folge, dass auf dem Band „das Schwein“ zu hören sei. Im Oktober 2010 wurde Wilhelm vom Verdacht der üblen Nachrede in letzter Instanz freigesprochen.

## Ehrungen und Auszeichnungen
- 1999: Ernennung zum Ritter des Ritterordens vom Heiligen Grab zu Jerusalem
- 1999: Großes Goldenes Ehrenzeichen für Verdienste um die Republik Österreich[33]
- 2000: Großes Verdienstkreuz des Verdienstordens der Bundesrepublik Deutschland
- 2000: Großoffizierskreuz „Pro Merito Melitensi“ des Souveränen Malteserordens
- 2002: Ehrenzeichen des Landes Tirol
- 2002: Komtur mit Stern des Päpstlichen Silvesterordens[34]
- 2003: Ehrenmitgliedschaft Österreichischer Städtebund
- 2003: Florianiplakette des Österreichischen Bundesfeuerwehrverbandes in Gold
- 2004: Kreuz des slowakischen Staatspräsidenten II. Klasse
- 2005: Ehrensenator der Leopold-Franzens-Universität Innsbruck
- 2005: Großkreuz des päpstlichen Ordens des heiligen Gregor des Großen
- 2005: Großkreuz des Verdienstordens „Pro Merito Melitensi“ des Souveränen Malteserordens[35]
- 2005: Orden des kroatischen Morgensterns der Republik Kroatien
- 2006: Großes Silbernes Ehrenzeichen am Bande für Verdienste um die Republik Österreich[33][36]
- 2006: Auszeichnung für Verdienste um die evangelische Kirche in Gold
- 2007: Mittelkreuz mit dem Stern des Verdienstordens der Republik Ungarn
- 2007: Ernennung Familiares Stift Stams
- 2008: Ehrenzeichen in Gold der SOS-Kinderdörfer
- 2008: Ehrenmitgliedschaft und goldenes Ehrenzeichen des Tiroler Bauernbundes
- 2008: Ehrenzeichen des Europäischen Forums Alpbach
- 2009: Orden „Gran Cruz al Mérito por Servicios Distinguidos“ von Peru
- 2009: Ehrenlandesoberstschützenmeister
- 2009: Ehrenzeichen in Gold mit Brillant des Tourismusverbandes Innsbruck[37]
- 2010: Ernennung zum Komtur des Ritterordens vom Heiligen Grab zu Jerusalem[38]
- 2012: Aufnahme in die Bruderschaft von Santa Maria dell’Anima („Animabruderschaft“)
- 2012: Senator des MCI Management Center Innsbruck[39]
- 2012: Ehrensenator der Medizinischen Universität Innsbruck[40]
- 2013: Ehrenurkunde der Israelitischen Kultusgemeinde für Tirol und Vorarlberg
- 2014: Kaiser-Maximilian-Preis, Europapreis für Regional- und Kommunalpolitik des Landes Tirol und der Stadt Innsbruck
- 2015: Komturkreuz des Landes Burgenland
- 2015: Verdienstorden Heiliger Rupert und Heiliger Virgil in Groß-Gold
- 2015: Großes goldenes Ehrenzeichen und Ehrenmitgliedschaft des österreichischen Kameradschaftsbundes
- 2015: Großes goldenes Ehrenzeichen Österreichisches Schwarzes Kreuz
- 2015: Investitur zum Ehrenritter des St.-Georgs-Ordens
- 2016: Konstantinischer Georgs-Orden Großkreuz
- 2017: Ehrenvorsitzender auf Lebenszeit des Deutschen Freundeskreises der Universitäten in Innsbruck e. V.
- 2017: Goldenes Ehrenzeichen mit Diamant der Fachhochschule Kufstein
- 2018: Ehrenmitgliedschaft des Kongresses der Gemeinden und Regionen des Europarates in Straßburg
- 2018: Verleihung des Großen Ehrenzeichens des Landes Oberösterreich
- 2019: Verleihung „Ring des Landes Tirol“[41]
- 2019: Verleihung des Wollek-Bandes des ÖCV
- 2021: Petrus-Canisius-Orden der Diözese Innsbruck in Gold
- 2022: Ehrenmitglied der Offiziersgesellschaft Tirol
- 2023: Tiroler Sportehrenzeichen für seine langjährige Tätigkeit als Präsident des Österreichischen Schützenbundes und sein Engagement rund um das Sportschießen
- 2023: Botschafter der Friedensglocke des Alpenraumes
- 2024: Ehrenpräsident des Alpenzoos Innsbruck (Präsident von 1994 bis 2024)
- 2024: Großkreuz-Ritter des päpstlichen Silvesterordens
- Ehrenbürger der Stadtgemeinde Bad Leonfelden (2001), der Stadtgemeinde Hall in Tirol (2003), der Stadt Innsbruck (2004), der Marktgemeinde Telfs (2008), der Marktgemeinde Matrei in Osttirol (2008), der Gemeinde Kals am Großglockner (2008), der Stadt Oxapampa, Peru (2009), der Gemeinde Stams (2017), der Gemeinde Mieming (2023), der Gemeinde Obertilliach (2024); Ehrenring der Gemeinde Elmen (2007)